# Hot Dance/Electronic Songs
Dance/Electronic Songs — еженедельный музыкальный хит-парад журнала Billboard, включающий в себя композиции в стиле танцевальной музыки и ремиксы на основе данных о цифровых продажах. Учёт данных о цифровых продажах танцевальных синглов начался 2 января 2010 года, однако первый официальный выпуск хит-парада появился 3 апреля 2010 года.
Dance/Electronic Songs включает 50 самых популярных скачиваемых в Интернете музыкальных синглов в стиле танцевальной музыки, в том числе и треки, которые можно приобрести только в интернет-магазинах. В хит-парад могут попадать цифровые версии песен, изданных ранее (до появления самого чарта и до вхождения в него), которые стали доступны в Интернете.